# سیچوان فاو تویوتا موتور
سیچوان فاو تویوتا موتور (انگلیسی: Sichuan FAW Toyota Motor) یک شرکت خودروسازی مستقر در چنگدو استان سیچوان چین با یک شعبه در چانگچون شهر جیلین است. فاو تویوتا یک سرمایه‌گذاری مشترک بین شرکت تویوتا موتور و گروه فاو است. اولین نسخه مشترک تولید شده این شرکت تولدی، تویوتا پریوس هیبریدی در خارج از ژاپن بوده است.

## نگارخانه

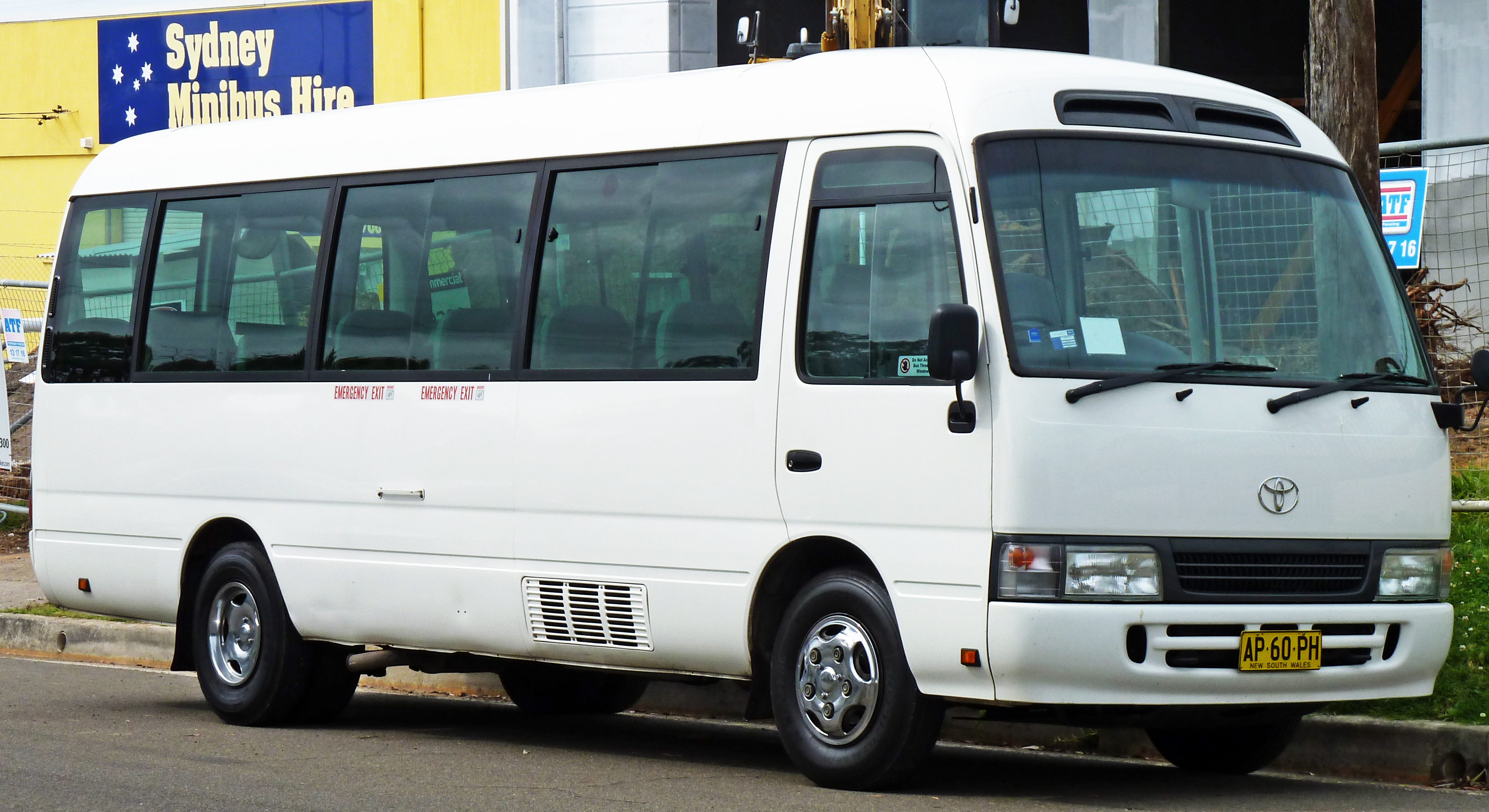
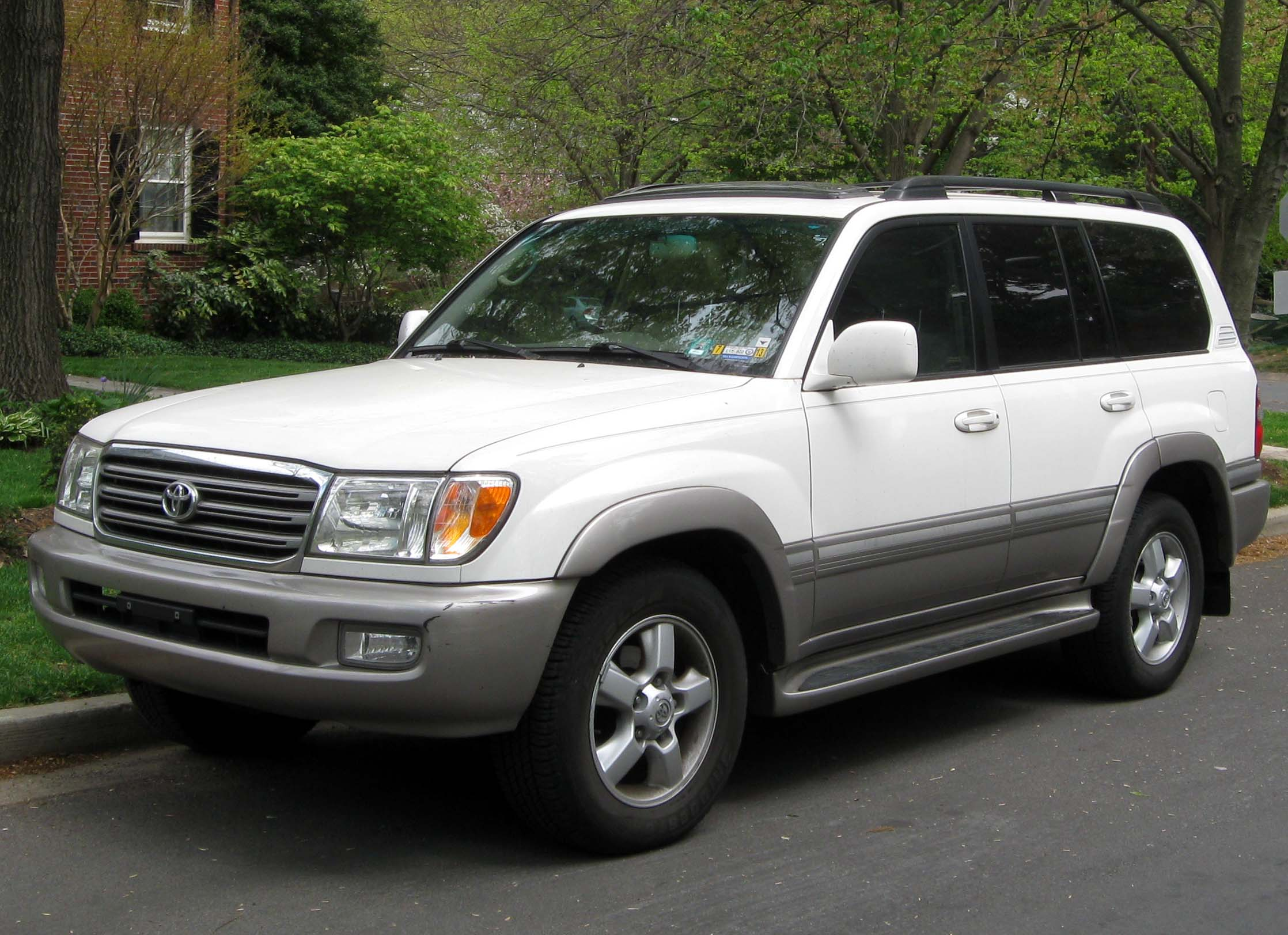
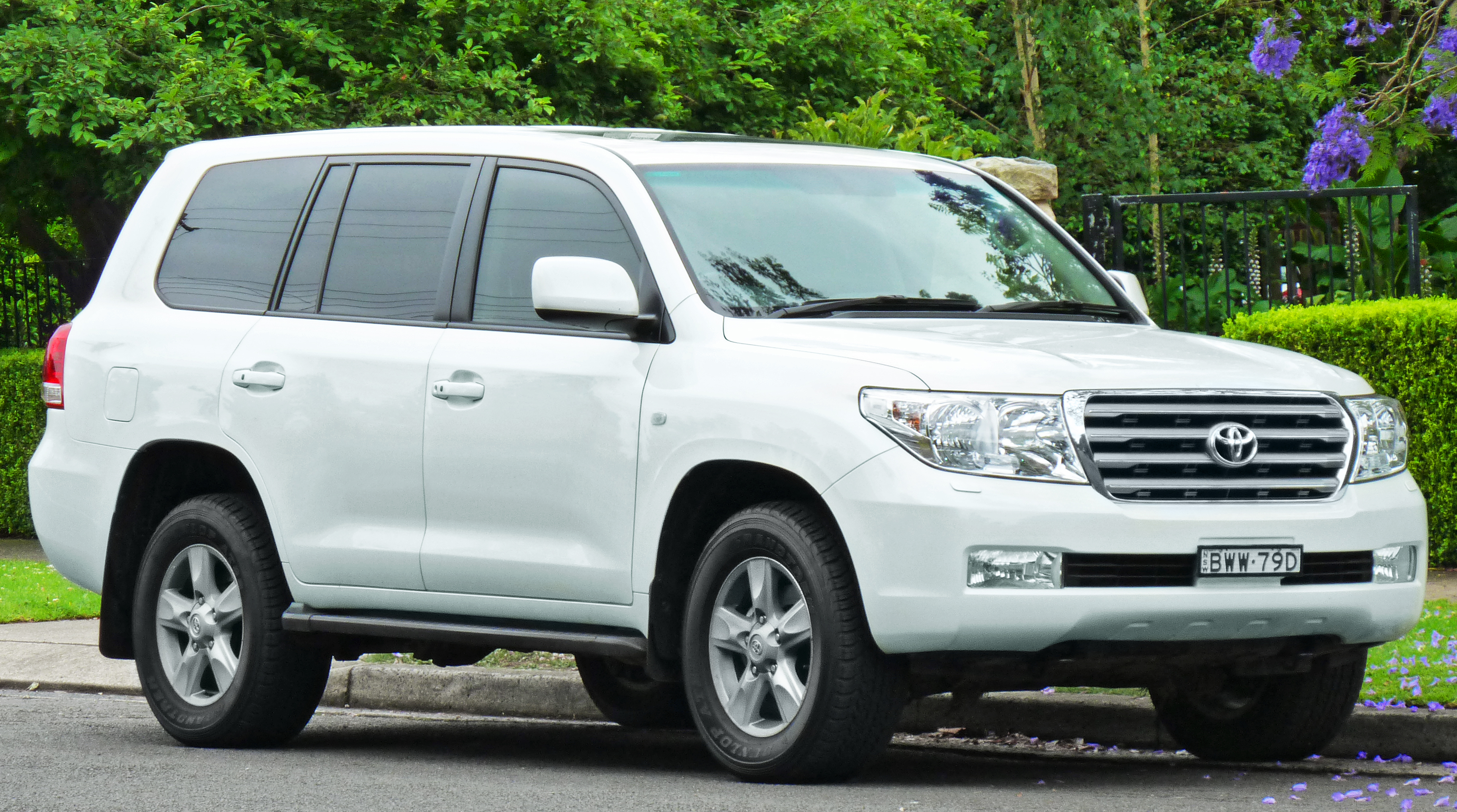
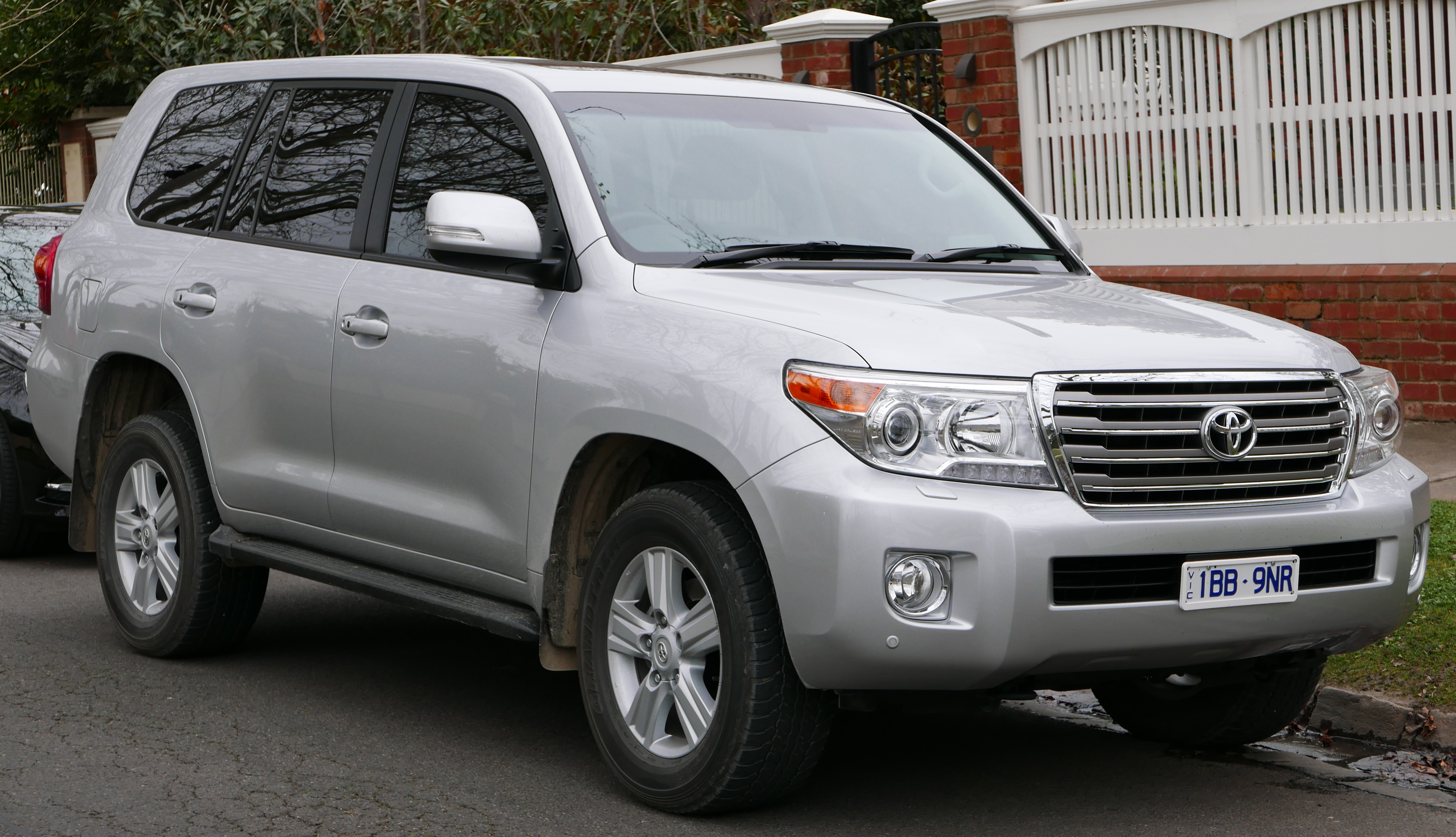
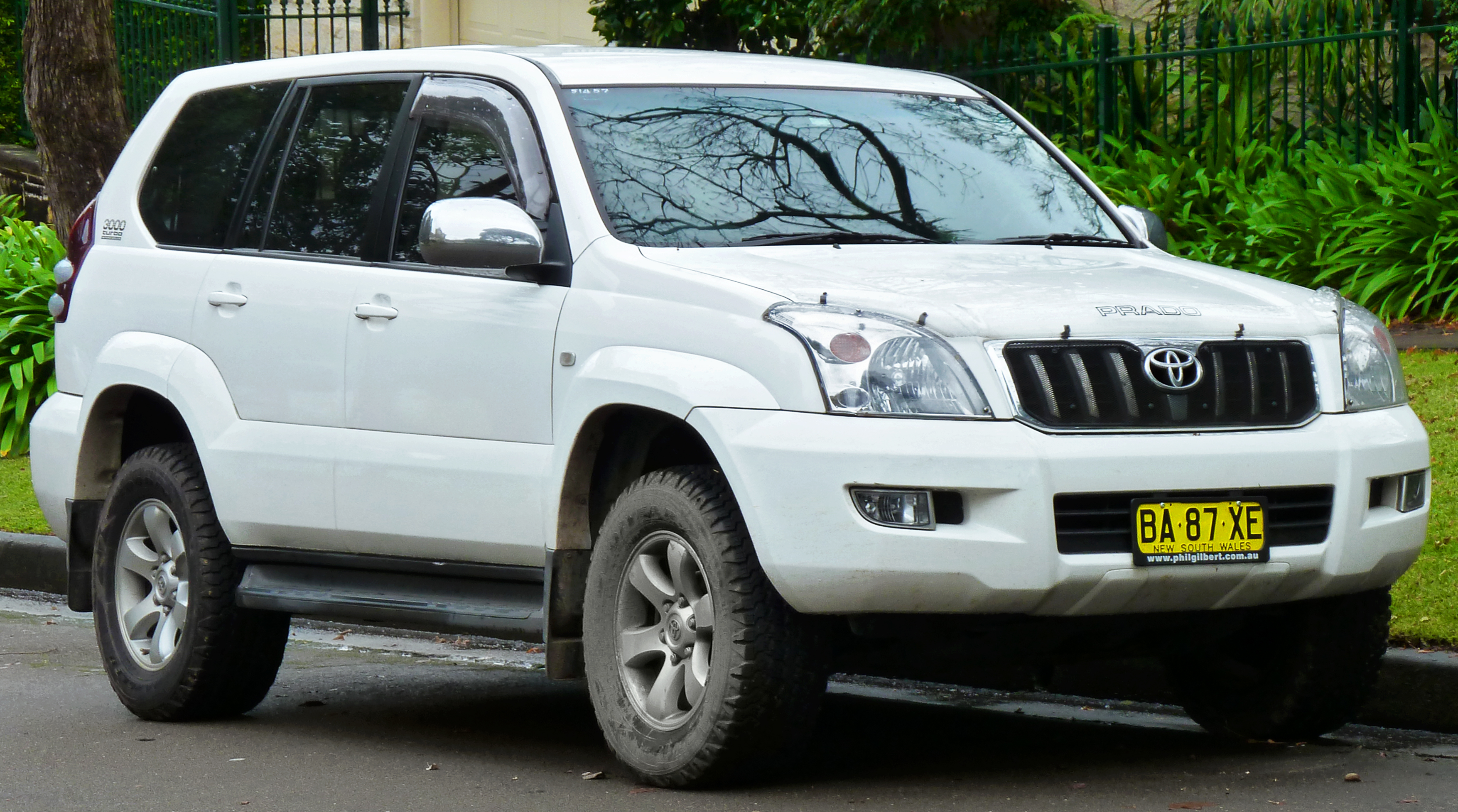
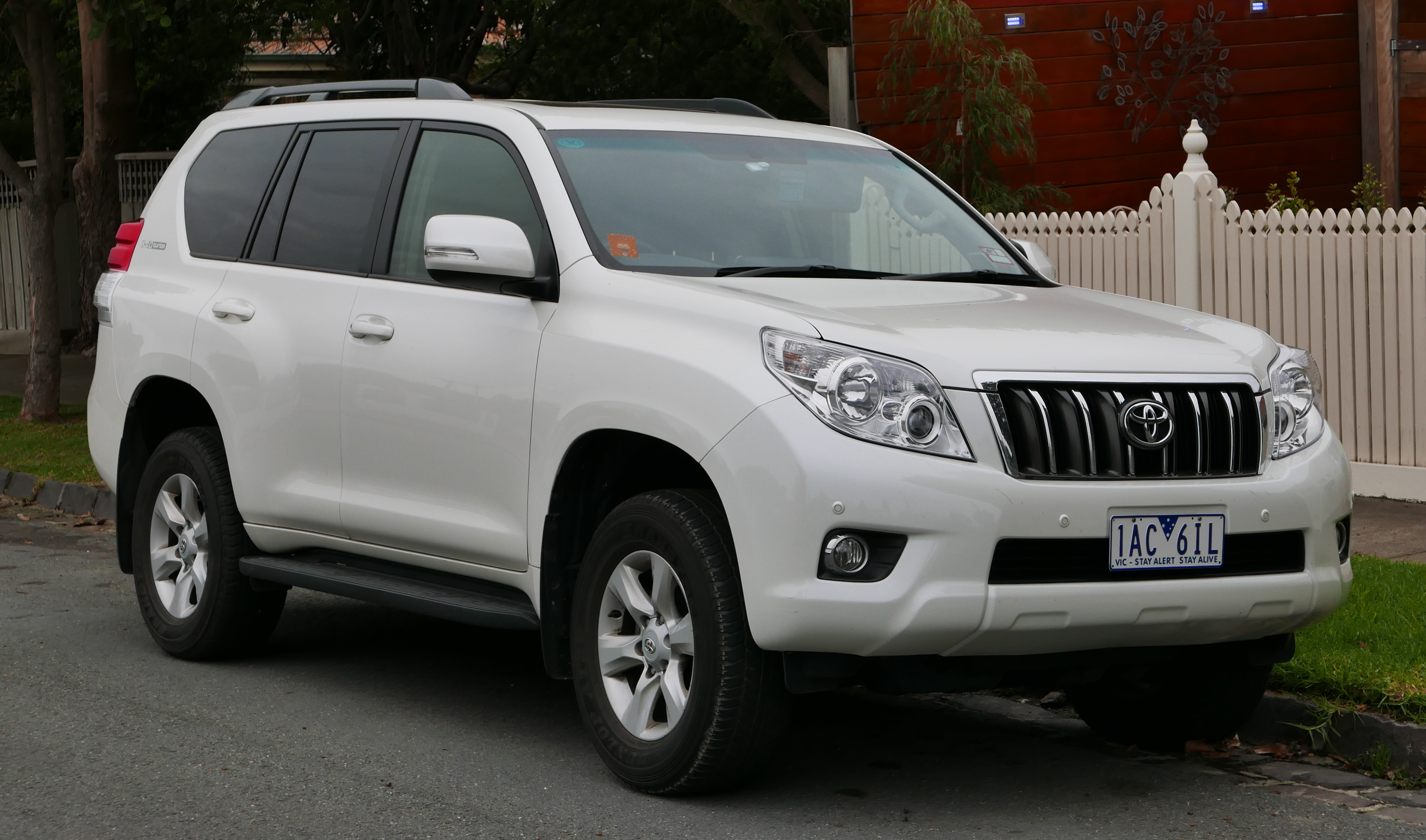
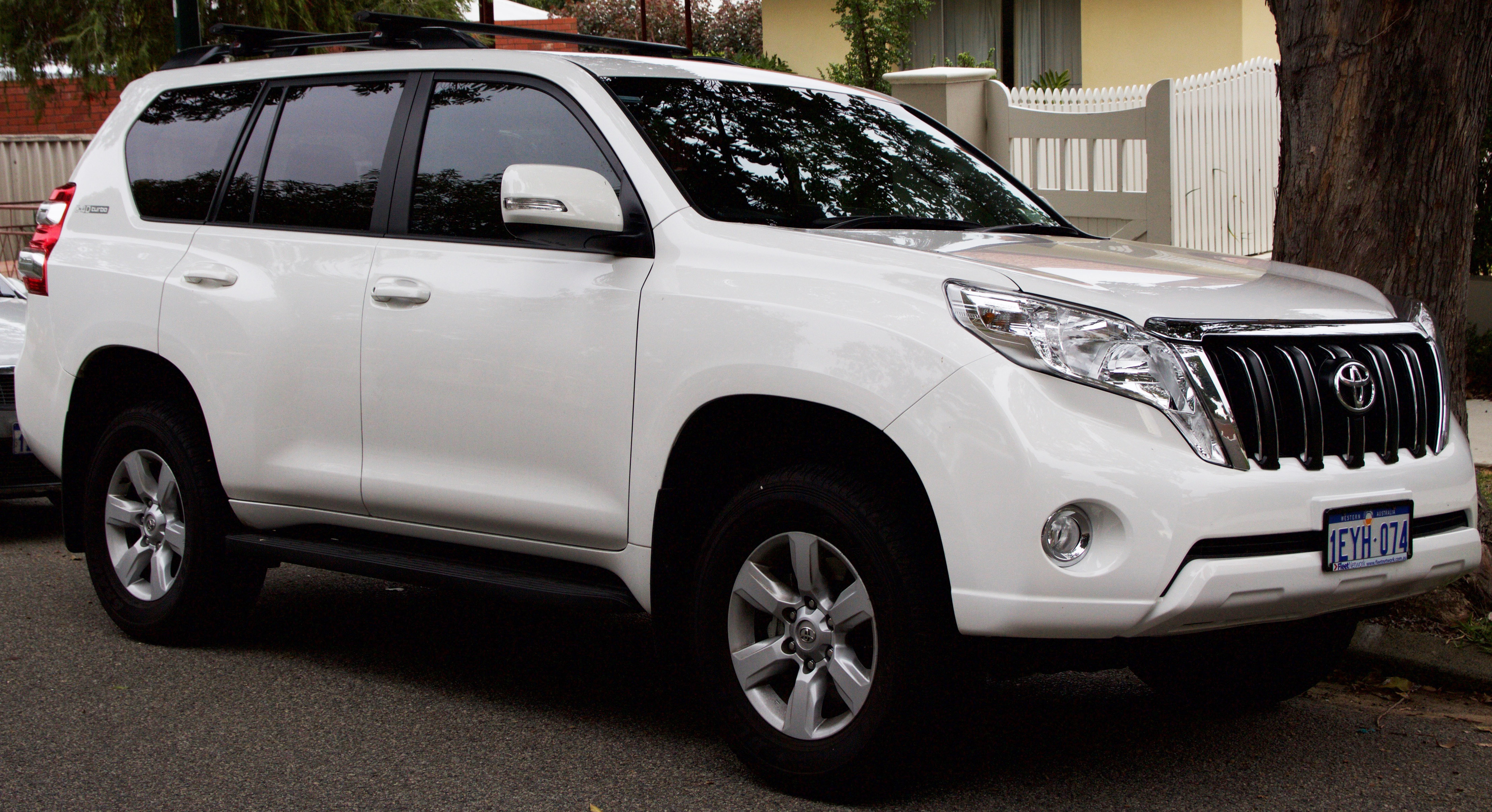
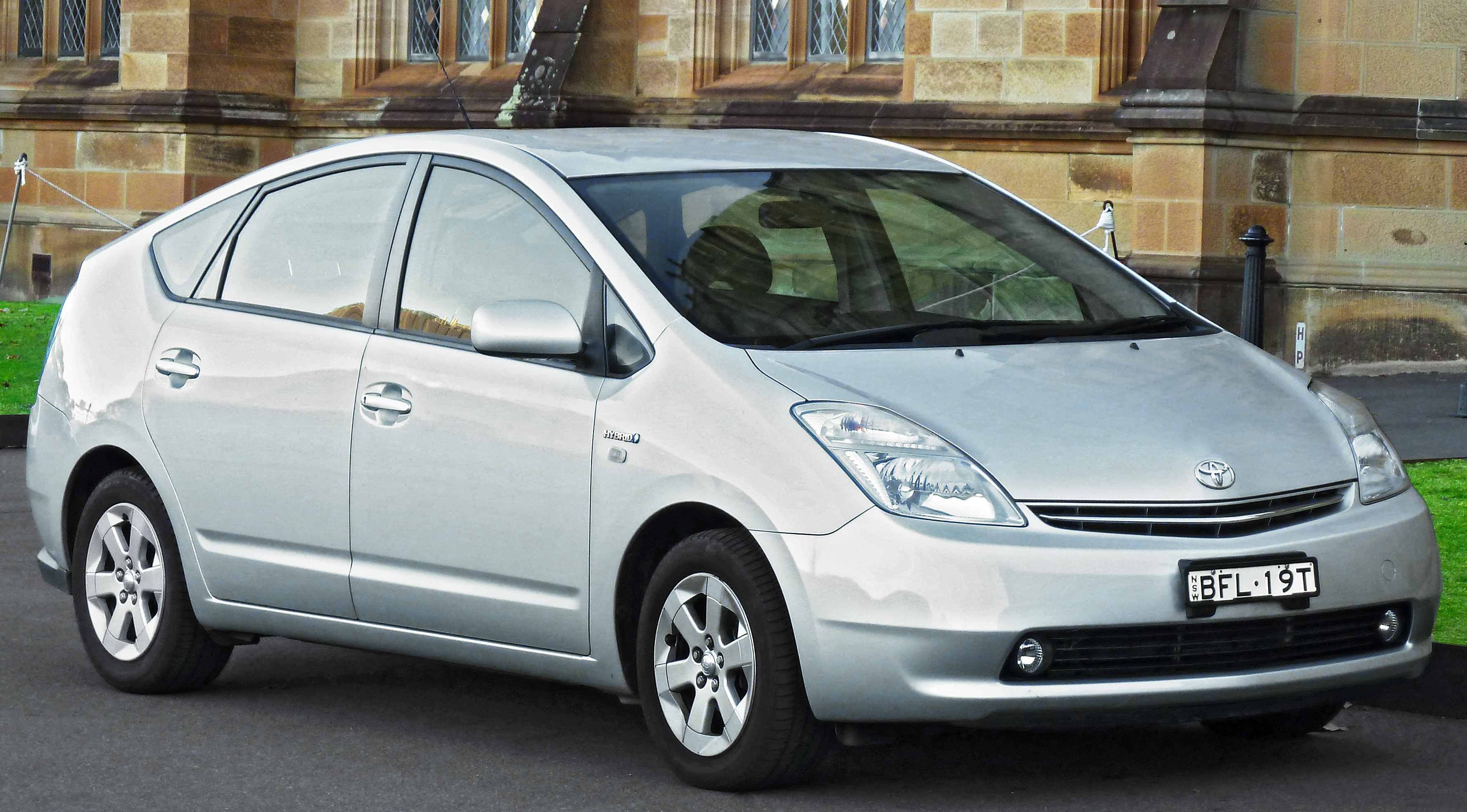